# Jihošlesvický voličský svaz
Jihošlesvický voličský svaz (německy Südschleswigscher Wählerverband, dánsky Sydslesvigsk Vælgerforening, severofrísky Söödschlaswiksche Wäälerferbånd, zkratka SSW) je politická strana působící ve Šlesvicku-Holštýnsku, která hájí zájmy tamní dánské a fríské menšiny. Od roku 1955 má tato strana zaručené mandáty v zemském sněmu, aniž by musela překonat jinak obvyklou hranici získání minimálně 5 % hlasů. Strana je členem-pozorovatelem Evropské svobodné aliance.
Ve volbách do zemského sněmu v Šlesvicku-Holštýnsku v roce 2017 získala SSW 3,3 % hlasů a tři mandáty. Strana poprvé od roku 1961 sestavila kandidátku do federálních voleb v roce 2021. Do spolkového sněmu se dostal jeden její poslanec, Stefan Seidler. V zemských volbách v květnu 2022 zaznamenal SSW nejlepší výsledek od roku 1947, když získal 5,7 procenta hlasů.